# Лунёва, Оксана Петровна
Оксана Петровна Жораева-Лунёва (род. 2 августа 1979) — киргизская и российская легкоатлетка, специалистка по бегу на короткие дистанции. Выступала за сборную Киргизии по лёгкой атлетике в конце 1990-х — середине 2000-х годов, победительница и призёрка первенств национального значения, действующая рекордсменка Азии в беге на 500 метров в помещении, участница двух летних Олимпийских игр. Тренер по лёгкой атлетике, преподаватель физического воспитания в НИУ МИЭТ.

## Биография
Оксана Лунёва родилась 2 августа 1979 года.
Окончила Киргизский государственный институт физической культуры (2001). Занималась лёгкой атлетикой под руководством тренеров Л. Н. Ничепуренко и А. Г. Бухашеева.
Впервые заявила о себе на международном уровне в сезоне 1998 года, когда вошла в состав киргизской национальной сборной и выступила на юниорском мировом первенстве в Анси — бежала здесь 400 и 800 метров.
Будучи студенткой, в 1999 году стартовала в беге на 400 метров на Универсиаде в Пальме.
В 2000 году на чемпионате Азии в Джакарте стала пятой в дисциплине 400 метров. Благодаря череде удачных выступлений удостоилась права защищать честь страны на летних Олимпийских играх в Сиднее — на предварительном квалификационном этапе бега на 400 метров показала результат 54.98 и в следующую стадию соревнований не вышла.
После сиднейской Олимпиады Лунёва осталась действующей спортсменкой на ещё один олимпийский цикл и продолжила принимать участие в крупнейших легкоатлетических турнирах. Так, в 2003 году на чемпионате Азии в Маниле она финишировала четвёртой в беге на 400 метров.
В 2004 году в составе сборной Новосибирской области выиграла бронзовую медаль в эстафете 4 × 200 метров на чемпионате России в помещении в Москве. Благополучно прошла отбор на Олимпийские игры в Афинах, где в программе бега на 400 метров вновь остановилась на предварительном квалификационном этапе.
В 2005 году на чемпионате России в помещении в Волгограде заняла четвёртое место в эстафете 4 × 200 метров (позже в связи с дисквалификацией команды Челябинской области переместилась в итоговом протоколе на третью позицию).
В январе 2006 года установила ныне действующий рекорд Азии в беге на 500 метров в помещении — 1:10.35.
В 2009 году одержала победу в шведской эстафете на чемпионате России по эстафетному бегу в Сочи.
Мастер спорта Кыргызской Республики международного класса. Мастер спорта России.
По завершении спортивной карьеры в 2012—2014 годах работала тренером по лёгкой атлетике в спортивной школе № 112 «Спутник» в Москве, затем — преподавала на кафедре физического воспитания в Национальном исследовательском университете «Московский институт электронной техники».